# Ōmagari, Akita
Ōmagari (大曲市 Ōmagari-shi) là một thành phố cũ nằm ở tỉnh Akita, Nhật Bản. Thành phố được thành lập vào ngày 3 tháng 5 năm 1954. Vào ngày 22 tháng 3 năm 2005, Ōmagari, cùng với các thị trấn Kamioka, Kyōwa, Nakasen, Nishisenboku, Ōta, Semboku và làng Nangai được hợp nhất để thành lập thành phố Daisen.